# Iddi Batambuze
Iddi Batambuze (* 12. November 1972 in Kampala) ist ein ehemaliger ugandischer Fußballspieler, der den Großteil seiner Karriere in Asien (Vietnam und Bangladesch) spielte.

## Karriere

### Verein
Batambuze startete seine Profikarriere beim Villa SC. Beim Villa SC wurde er 2001 Torschützenkönig der Ugandan Super League. Im Anschluss an diese erfolgreiche Saison verließ Batambuze im November 2001 Uganda und wechselte nach Vietnam. Dort spielte er anfangs für Sông Lam Nghệ An, bevor er ein Jahr später beim Đà Nẵng FC unterschrieb. Im Winter 2003 kehrte er nach Uganda zurück und unterschrieb beim Ggaba United. Batambuze spielte eineinhalb Jahre für Ggaba, bevor er im Oktober 2005 zum Villa SC zurückkehrte. Nach sechs Monaten beim Villa SC wechselte er im Sommer 2006 nach Bangladesch zum Arambagh Krira Sangha in Dhaka. Nach der Saison 2007/08 wechselte er zum Ligarivalen Brothers Union. Ein halbes Jahr später, ging er von Brothers Union zum Narayanganj Suktara Sangsad, wo er im Winter 2010 seine Karriere beendete.

### Nationalmannschaft
Batambuze absolvierte sein Debüt 1993 im Rahmen der Qualifikation zum African Cup of Nations 1994 in Tunesien. Anschließend lief er bis 1999 für die Ugandische Fußballnationalmannschaft auf.

## Persönliches
Sein Sohn Shafik Batambuze spielt gegenwärtig in der Ugandischen Fußballnationalmannschaft und in der Kenyan Premier League.

## Erfolge
Kakungulu Cup (1)
- 1998

Ugandan Premier League (3)
- 1998, 1999, 2000

Vietnam FA Cup (1)
- 2001